# Hyposmocoma barbata
Hyposmocoma barbata là một loài bướm đêm thuộc họ Cosmopterigidae. Nó là loài đặc hữu của Molokai.